# Dave Mackay (calciatore 1980)
Dave Mackay (Rutherglen, 2 maggio 1980) è un allenatore di calcio ed ex calciatore scozzese, di ruolo difensore, attuale vice allenatore del Dundee.

## Carriera
In carriera ha avuto la fascia da capitano del St. Johnstone, club in cui ha militato dal 2009 al 2016 per poi ritirarsi da giocare del club scozzese.

## Palmarès

### Giocatore

#### Competizioni nazionali
- Coppa di Scozia: 1

St. Johnstone: 2013-2014